# Bestuhlung

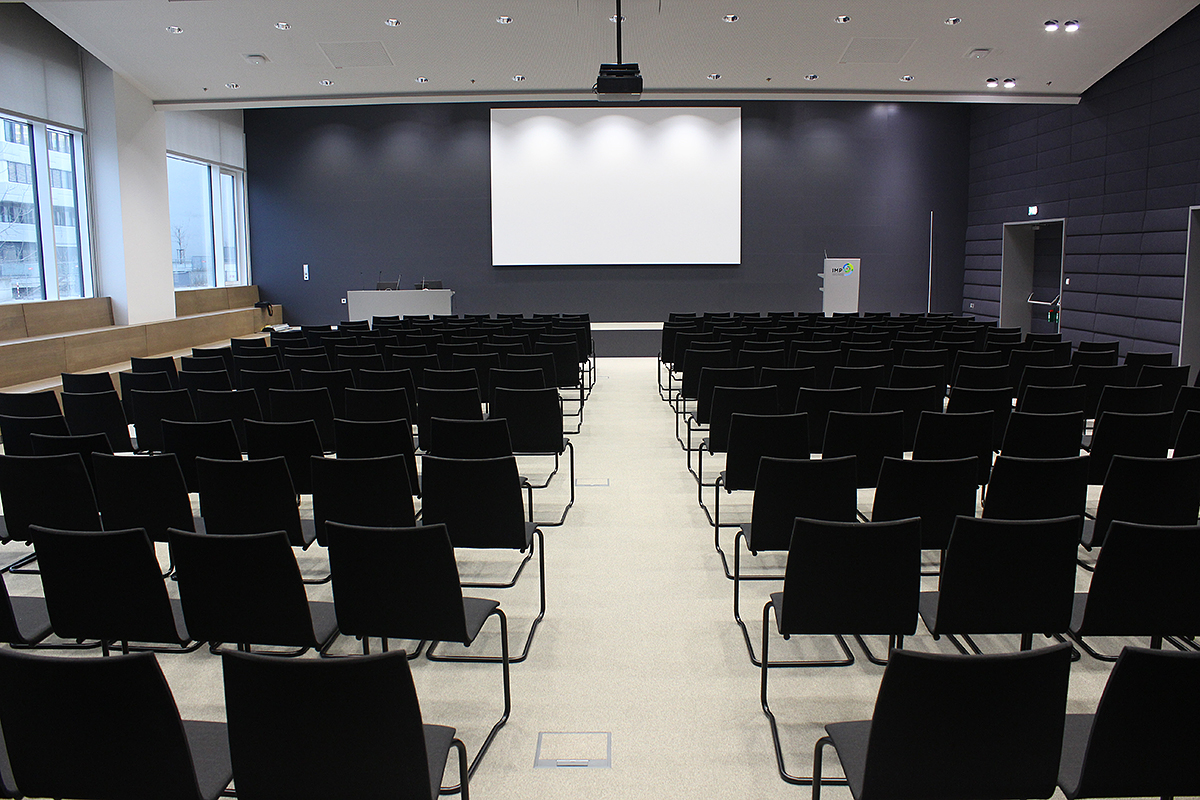
Reihenbestuhlung in einem Vortragsraum

Bestuhlung bezeichnet die Anordnung von Stühlen in einem Raum. Seltener bezeichnet der Begriff die Ausstattung eines Raums mit Stühlen.

## Bestuhlungstypen
Grundsätzlich können Bestuhlungstypen in
- solche mit oder ohne Tisch sowie
- solche mit und ohne Bühne oder Rednerpult

unterteilt werden.
Die Bestuhlung kann fest im Boden verankert oder lose sein.
Es werden die folgenden Bestuhlungstypen unterschieden:

### Theaterbestuhlung
Die Theaterbestuhlung (auch Reihenbestuhlung oder Kinobestuhlung) entstammt dem Theater und wird heute außerdem vor allem im Kino, in Konzerthallen sowie bei Vorträgen angewandt. Die Stühle sind nebeneinander in Reihen gegenüber der Bühne, der Leinwand oder dem Podium aufgestellt. Für bessere Sicht können die Stuhlreihen zueinander versetzt angeordnet werden, so dass jeder Teilnehmer zwischen den Köpfen der vor ihm Sitzenden nach vorn sehen kann. Für eine bessere Sicht an den Seiten können die Stuhlreihen außerdem leicht gebogen bis völlig kreisförmig angeordnet werden. Es gibt keine Tische. Unter die Theaterbestuhlung fallen auch feste und bewegliche Tribünen in Sportstätten. Die im Verhältnis zu anderen Bestuhlungsarten hohe Kapazität des zu bestuhlenden Raums hängt maßgeblich vom Sitzabstand ab, der Platzbedarf beträgt bei ca. 60 cm etwa 1,3 m² pro Person.

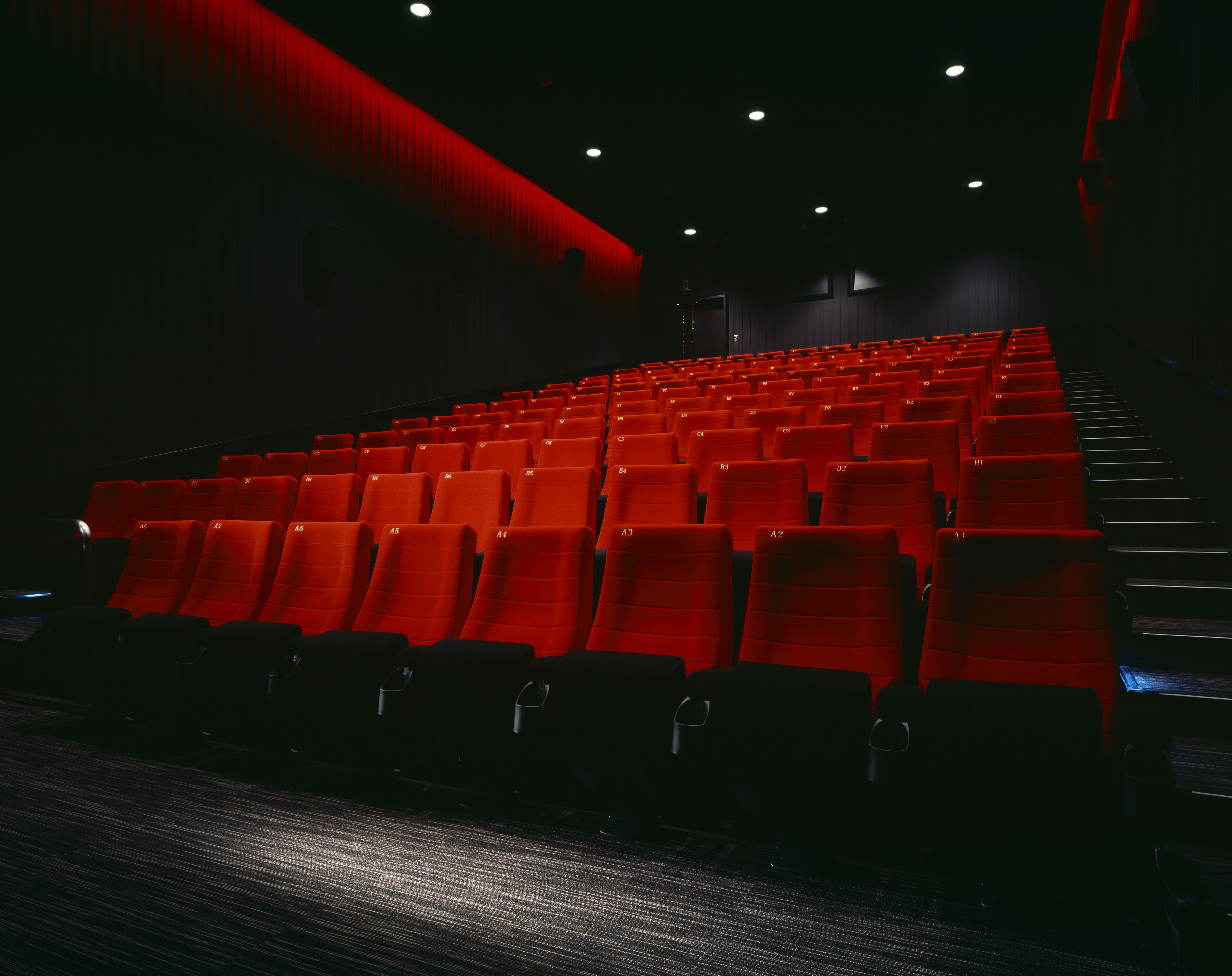
Sitzreihen eines kleinen Kinosaals in Yokohama
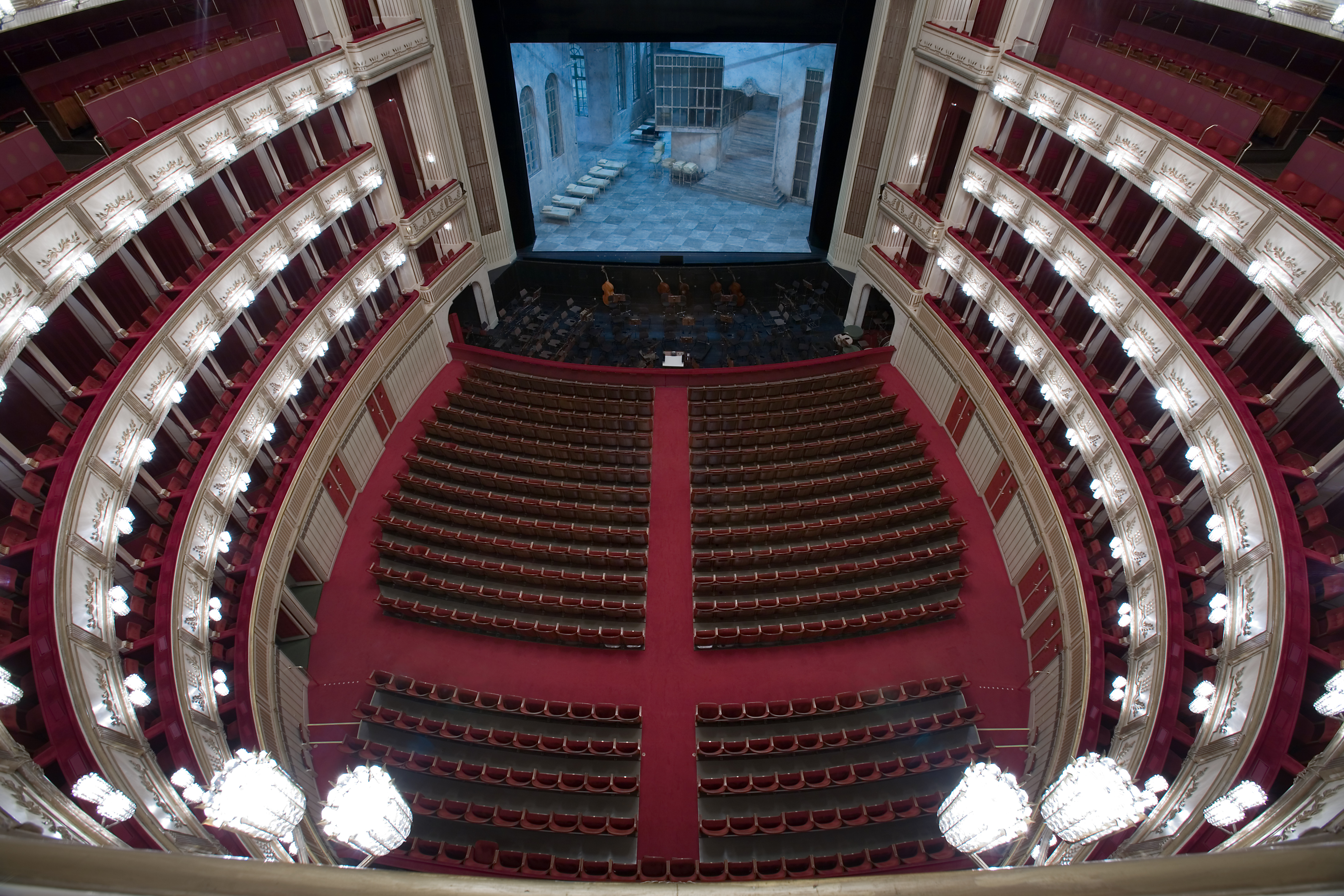
Blick auf die Parkettbestuhlung der Wiener Staatsoper
Konzentrisch angeordnete Sitzreihen im griechischen Theater von Epidauros
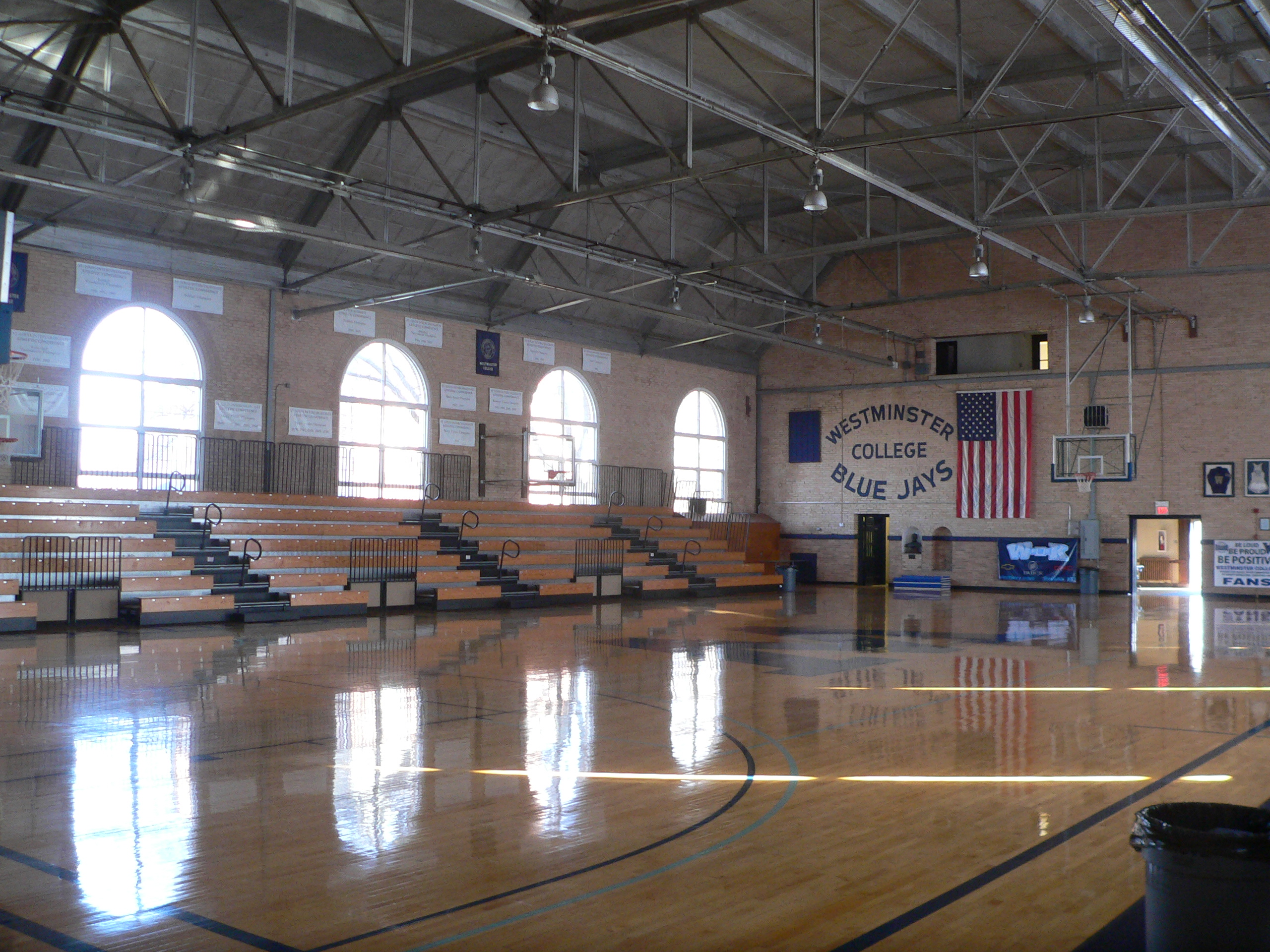
Einfahrbare Tribüne in einer Sporthalle

Eine Sonderform ist die Fischgrätenbestuhlung, bei der die Reihen in der Mitte einen Knick aufweisen.

### Parlamentarische Bestuhlung
Die parlamentarische Bestuhlung (oder Klassenzimmerbestuhlung bei Frontalunterricht) unterscheidet sich von der Theaterbestuhlung darin, dass die Teilnehmer an langen Tischen sitzen. Dies ermöglicht das Arbeiten mit Tischvorlagen oder das Abstellen von Speisen und Getränken oder Tischmikrofonen. Der Platzbedarf beträgt etwa 2 m² pro Person.

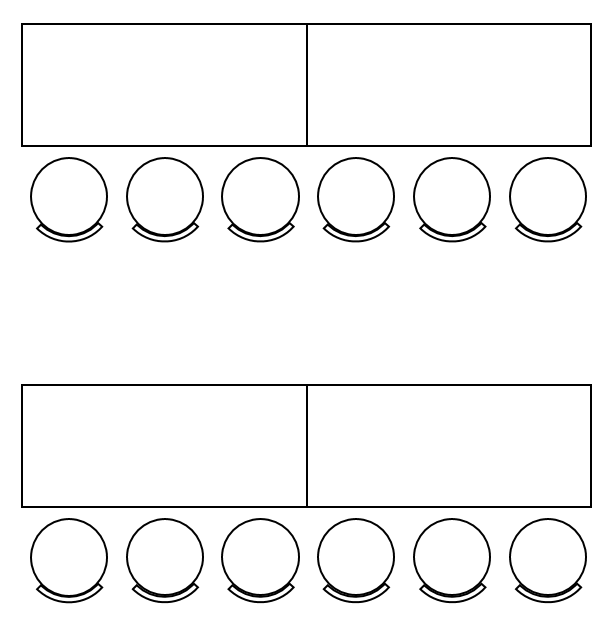
Parlamentarische Bestuhlung
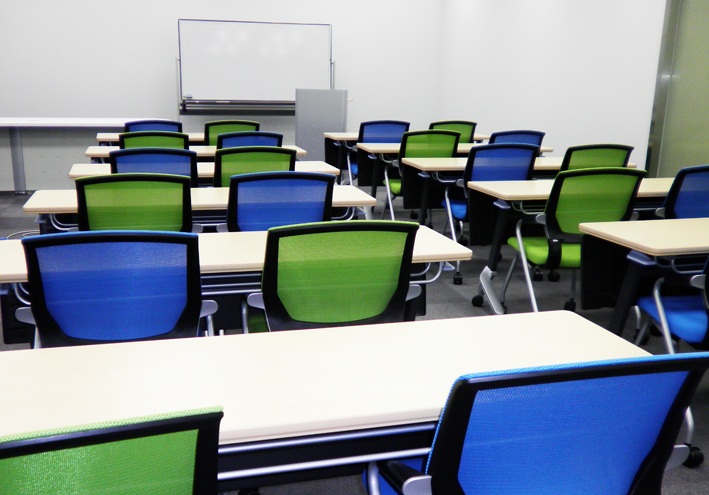
Klassenzimmer

Interaktionen zwischen den Teilnehmern sind bei dieser Bestuhlungsform erschwert.

### Bankettbestuhlung
Bei der Bankettbestuhlung (auch Restaurantbestuhlung oder Galabestuhlung) sitzen die Teilnehmer in kleinen Gruppen an (meist runden) Tischen. Diese Bestuhlung wird meist bei Anlässen gewählt, die ein gesetztes Essen beinhalten oder wenn die Interaktion der Teilnehmer untereinander im Vordergrund steht, beispielsweise bei Gruppenarbeit im Unterricht, bei Workshops oder Großgruppenveranstaltungen. Die einzelnen Tische werden je nach Veranstaltungsform zueinander angeordnet.

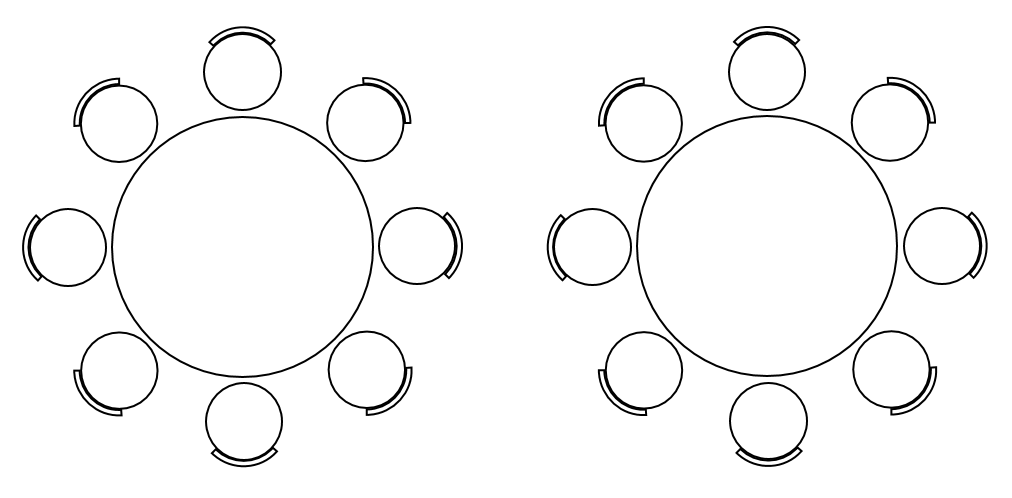
Bankettbestuhlung mit runden Tischen
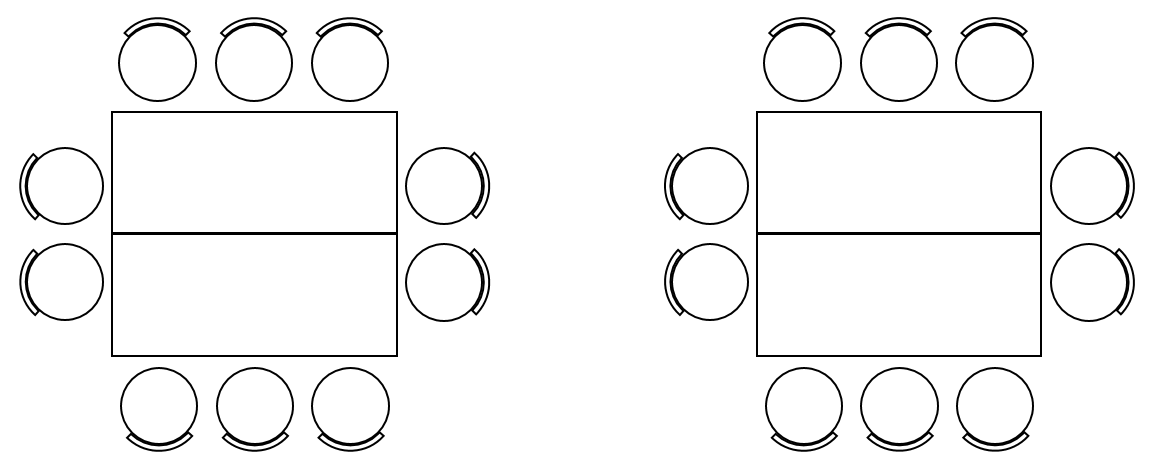
Bankettbestuhlung mit quadratischen Tischen

Eine Sonderform ist die Kabarettbestuhlung: Hier sind die Tische nur an den Seiten bestuhlt, die einen Blick auf die Bühne erlauben.

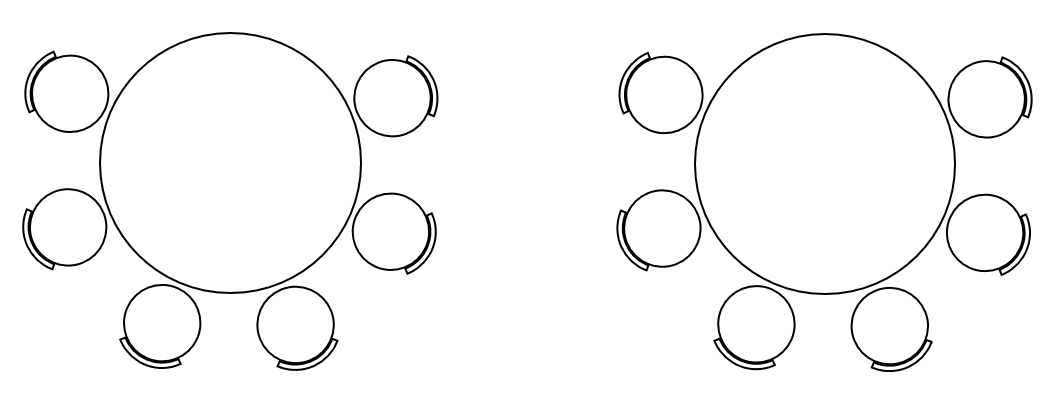
Kabarettbestuhlung

### Blockbestuhlung
Bei der Blockbestuhlung oder Tafelbestuhlung sitzen die Teilnehmer an einem großen (rechteckigen oder ovalen) Tisch, zum Beispiel einem Ess- oder Konferenztisch.

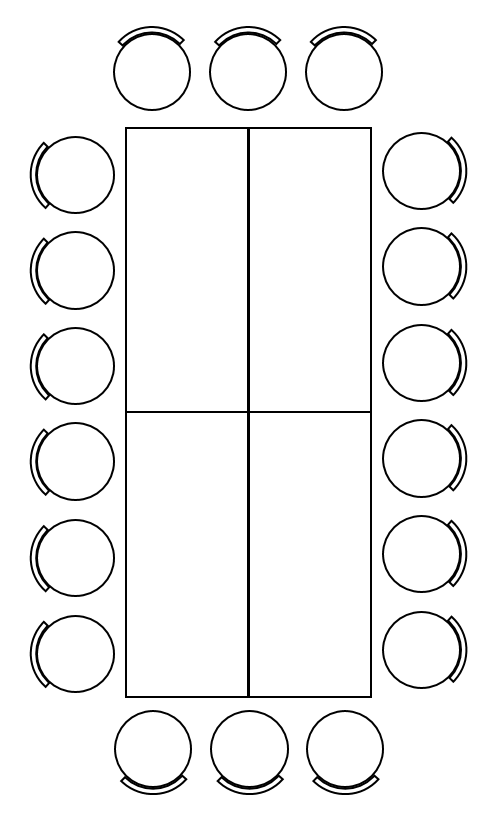
Blockbestuhlung
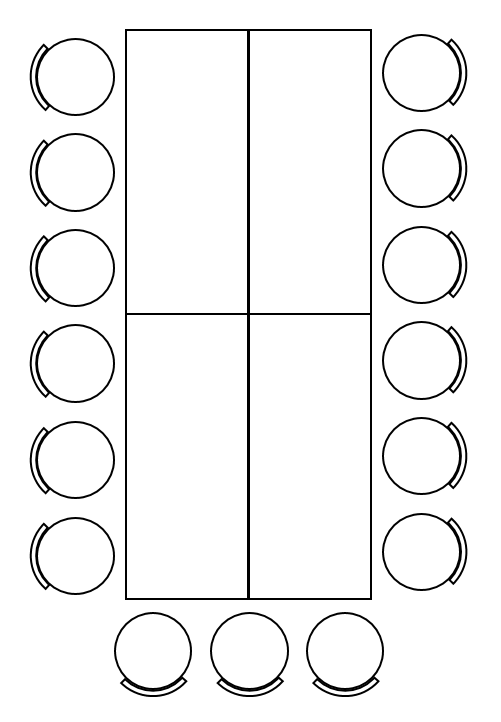
Blockbestuhlung mit unbestuhlter Stirnseite
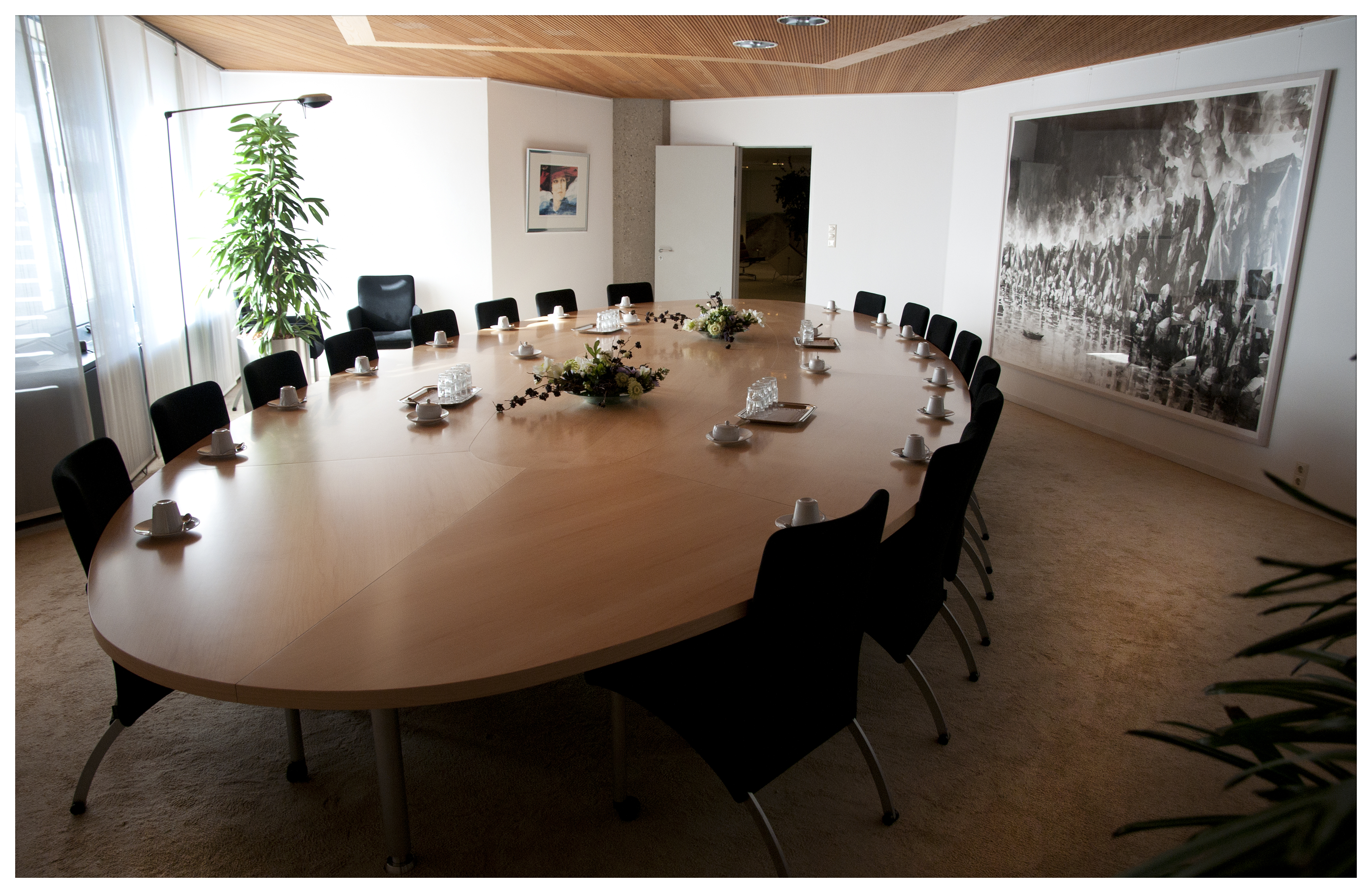
Bestuhlung an einem ovalen Konferenztisch.
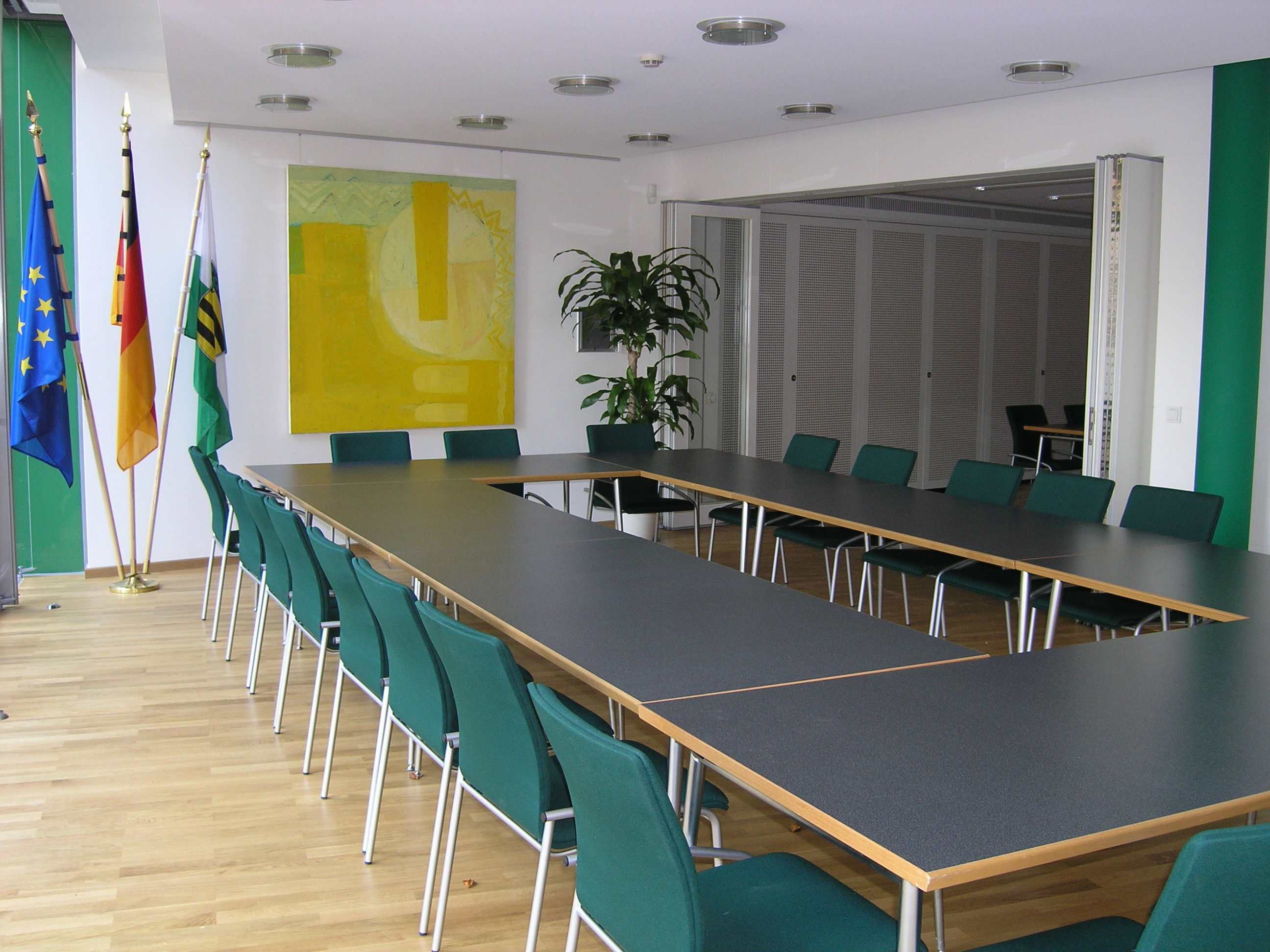
Blockbestuhlung

Bei vielen Teilnehmern können mehrere lange Tafeln nebeneinander oder in U-, T- oder E-Form aufgestellt werden. Bei der U-Bestuhlung kann die Kopfseite nur einseitig bestuhlt werden, um die dort sitzenden Teilnehmer hervorzuheben. Der Platzbedarf beträgt etwa 3 m² pro Person. Eine U-Bestuhlung ist nur bei Veranstaltungen mit bis zu 40–60 Teilnehmern sinnvoll; ein E erlaubt bis zu 90 Personen.

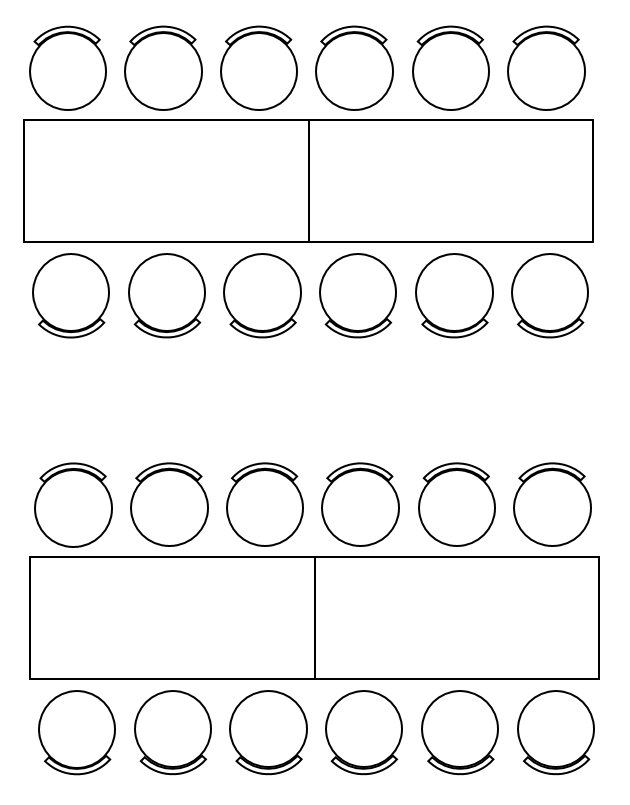
Blockbestuhlung in Tischreihen
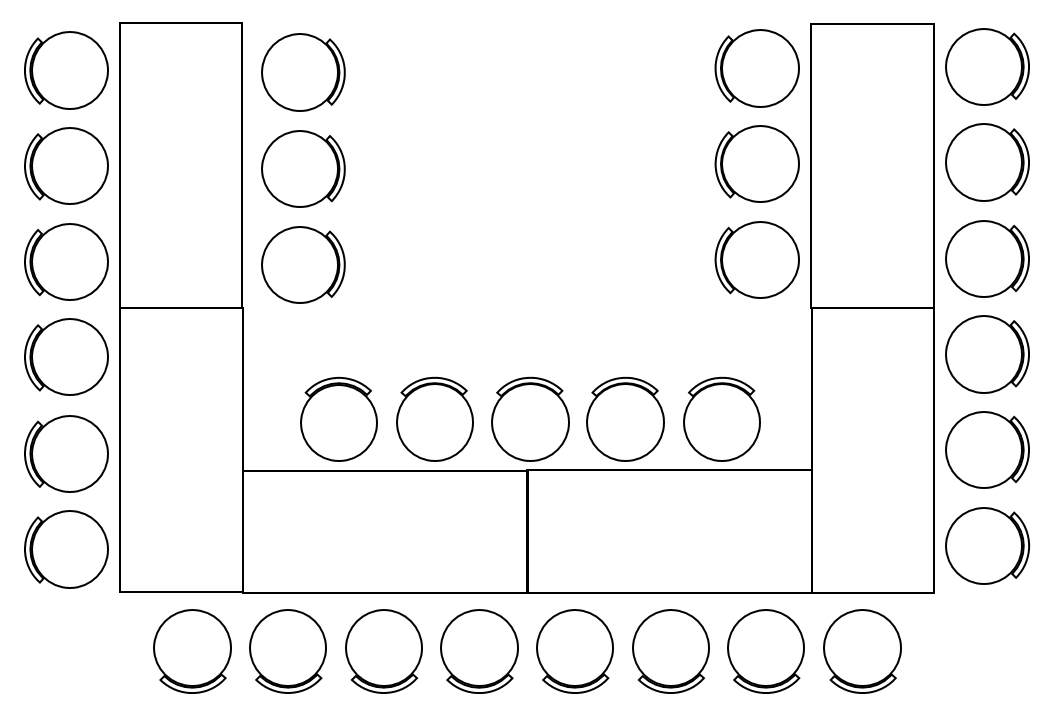
Blockbestuhlung in U-Form
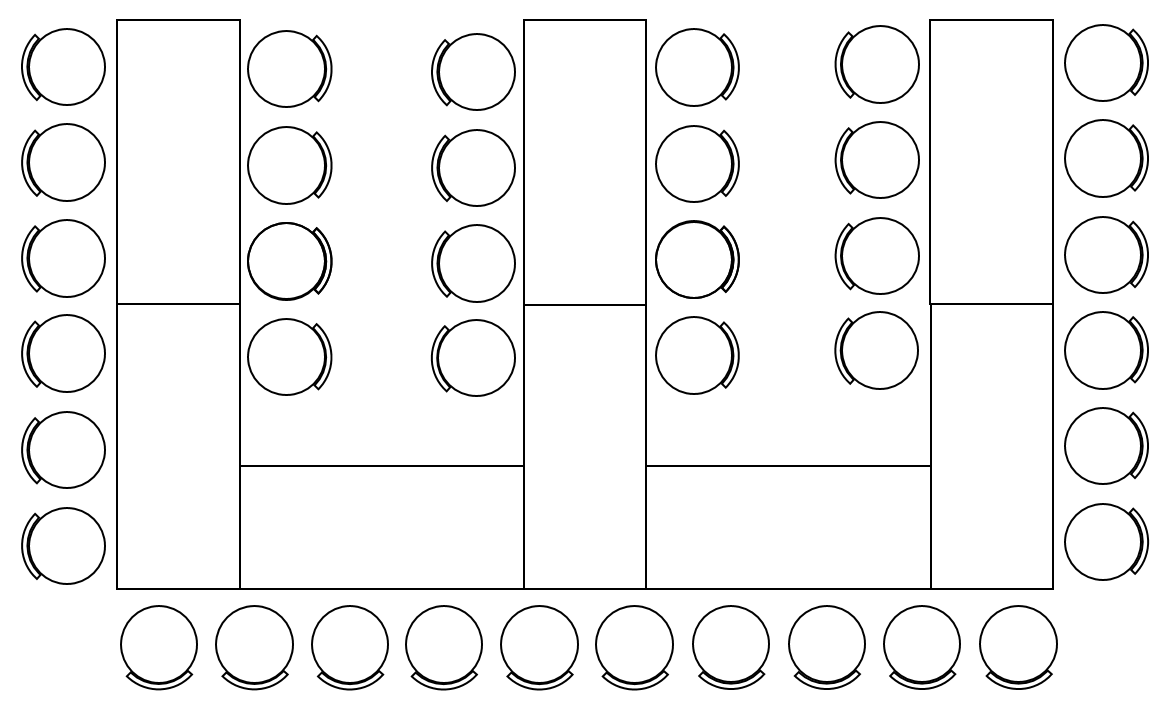
Blockbestuhlung in E-Form
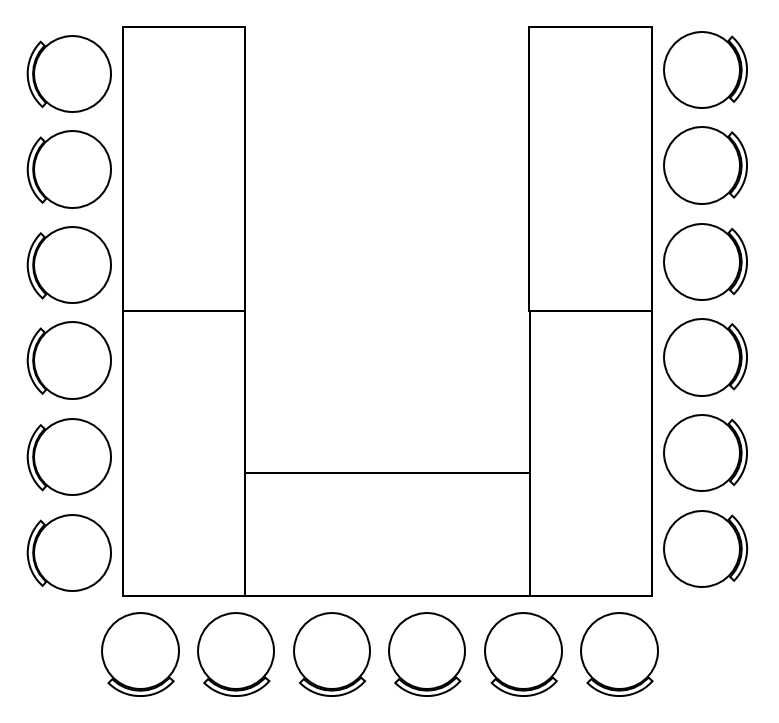
Einseitig bestuhlte U-Form
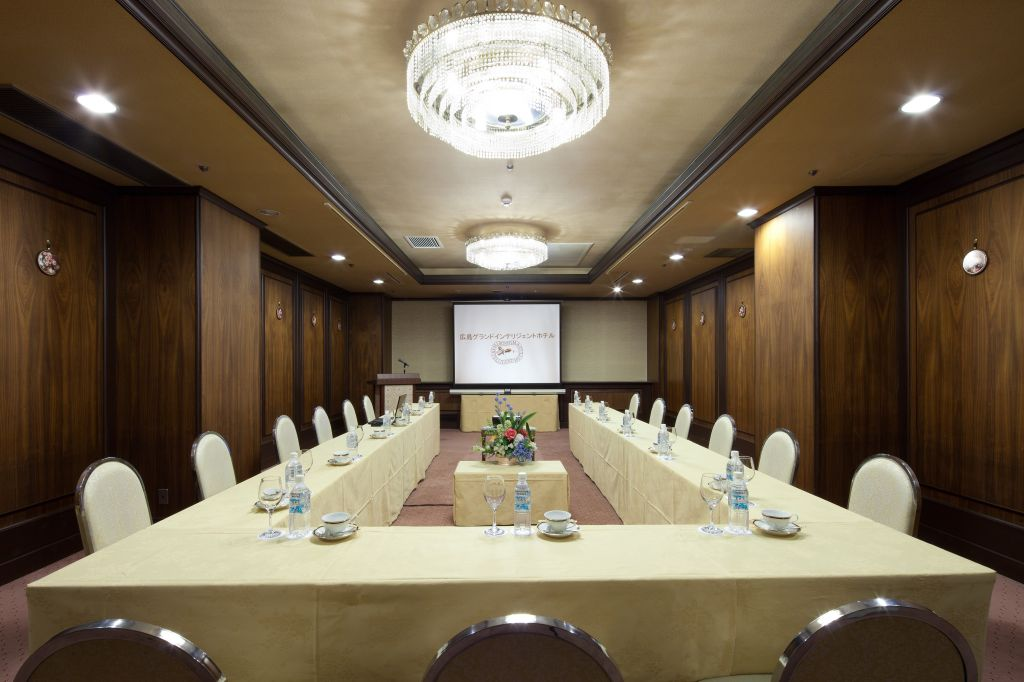
Einseitige U-Bestuhlung

### Weitere Bestuhlungsformen
Ohne Stühle kommt der Stehempfang aus; ein Apéro kann ebenfalls im Stehen, aber auch mit Sitzgelegenheiten durchgeführt werden. Eine weitere Bestuhlungsform ohne Tisch ist dagegen der Stuhlkreis, als Sonderform ist das Goldfischglas zu nennen.
Insbesondere im politischen Bereich gibt es Mischformen: Die Delegationsführer sitzen am Konferenztisch, die weiteren Delegationsmitglieder konzentrisch dahinter.

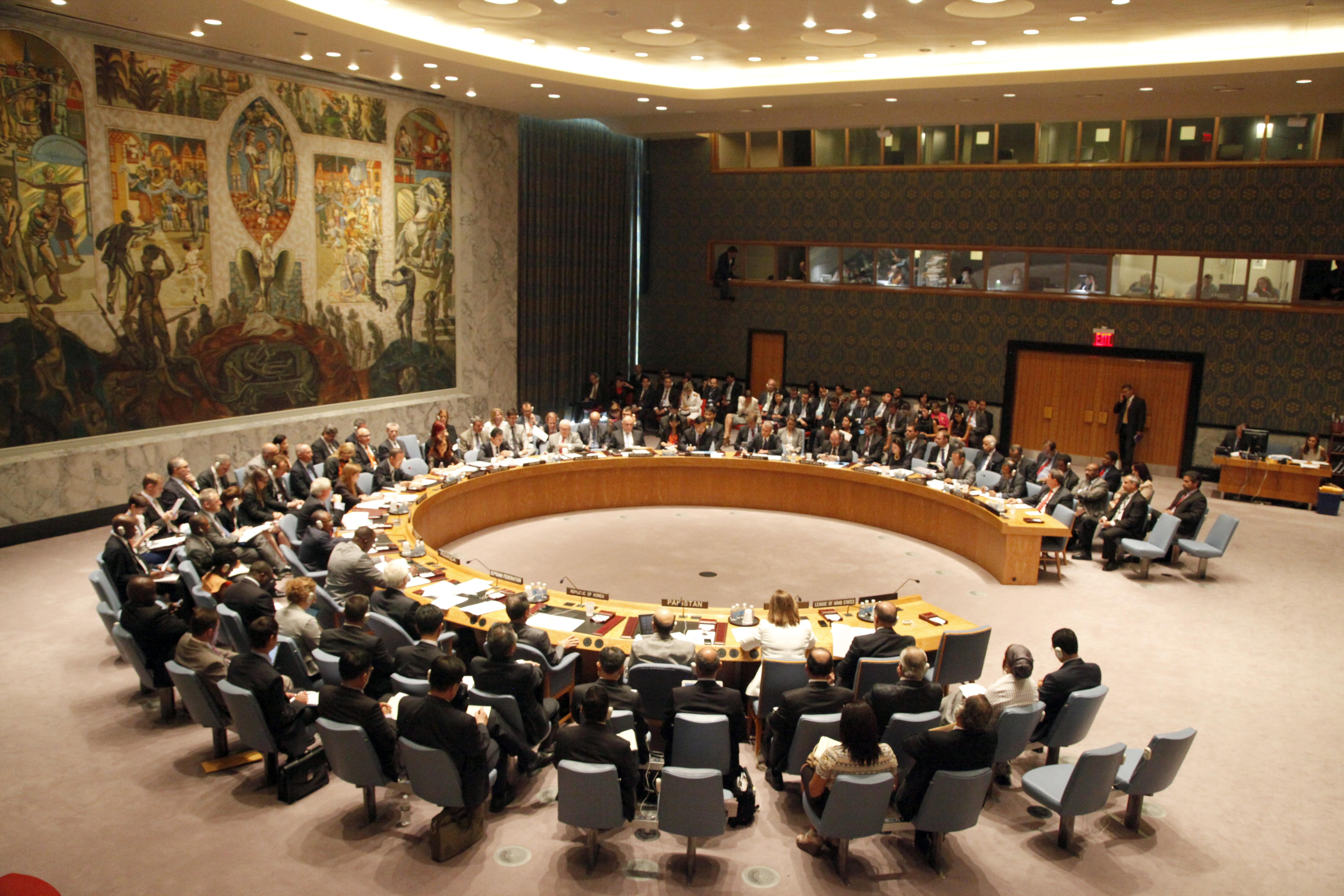
Sitzungssaal des UN-Sicherheitsrats.
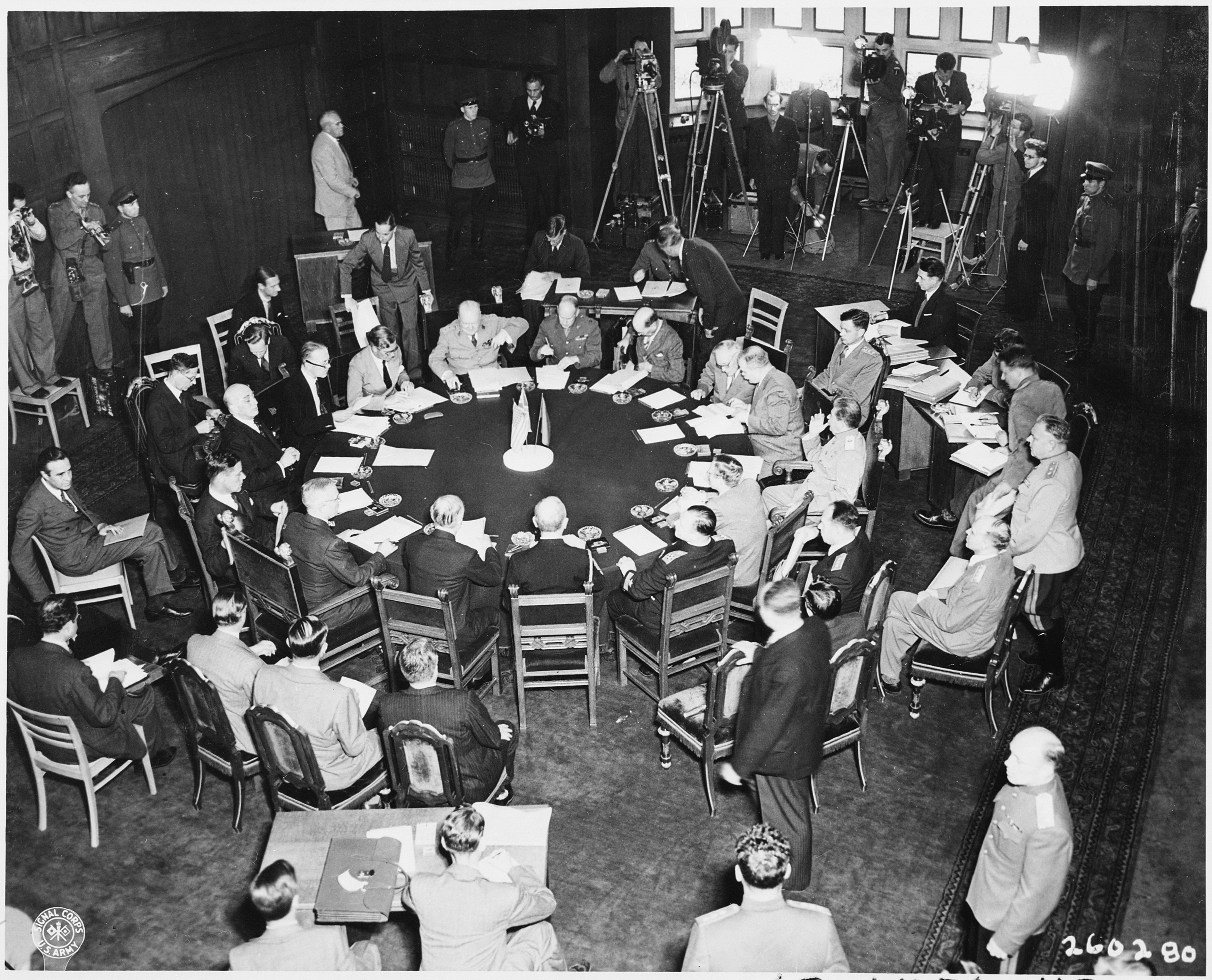
Bestuhlung des Verhandlungstisches der Potsdamer Konferenz

## Wahl der Bestuhlung
Die Bestuhlung wird abhängig von der erwarteten Teilnehmerzahl, den Sicherheitsanforderungen, dem gewünschten Raumgefühl und Komfort, den Sichterfordernissen und den Platzbedürfnissen der Teilnehmer gewählt. Außerdem spielen Zeiterfordernisse beim Wechsel zwischen mehreren Bestuhlungstypen und der vorhandene Platz eine Rolle.
Die Bestuhlung eines Raums kann mit spezieller Software geplant werden.

### Rechtliche Vorgaben

#### Deutschland
In Deutschland enthalten die Versammlungsstättenverordnungen der Länder Vorgaben zur Bestuhlung von Veranstaltungsräumen. Dabei geht es um den maximalen Abstand jedes Platzes vom nächstgelegenen Zwischengang oder Ausgang sowie um Breite, Sitzabstand und die „unverrückbare“ Befestigung der Stühle.

## Zusätzliche Funktionen
Neben der Sitzgelegenheit mit oder ohne Rücken- und/oder Armlehne kann eine Bestuhlung weitere Funktionen aufweisen: Ablageflächen wie einklappbare Tische oder Getränkehalter können in der Rücken- oder Armlehne eingebaut sein. In Flugzeugen und Fähren werden in der Bestuhlung außerdem die Rettungswesten aufbewahrt. Außerdem kann eine Bestuhlung Lichtquellen, Steckdosen und Informations- und Unterhaltungssysteme enthalten. Eine nummerierte Bestuhlung erlaubt die Vergabe fester Plätze.

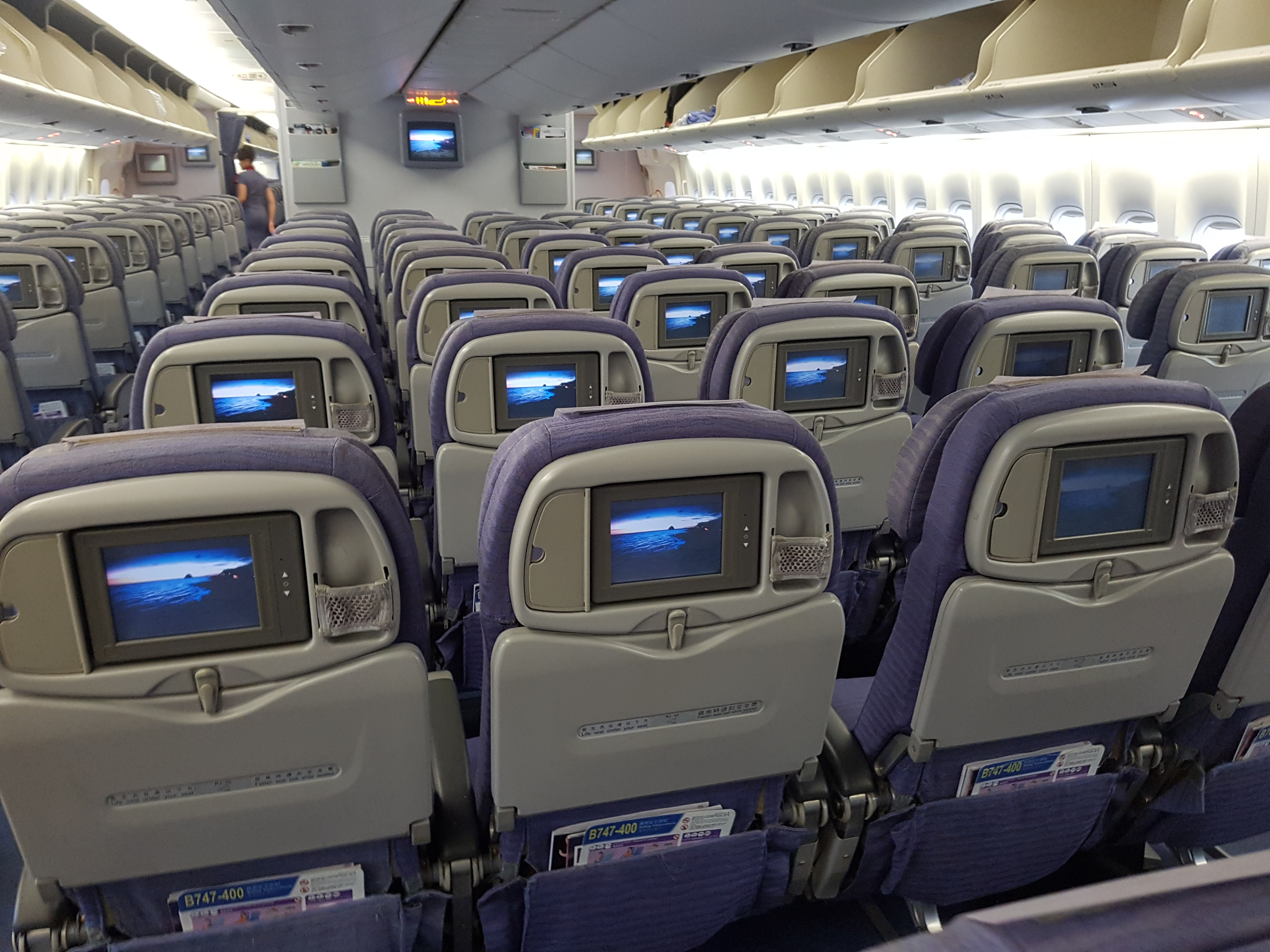
Bestuhlung eines Flugzeugs mit Taschen, Klapptischen und Unterhaltungs-Displays
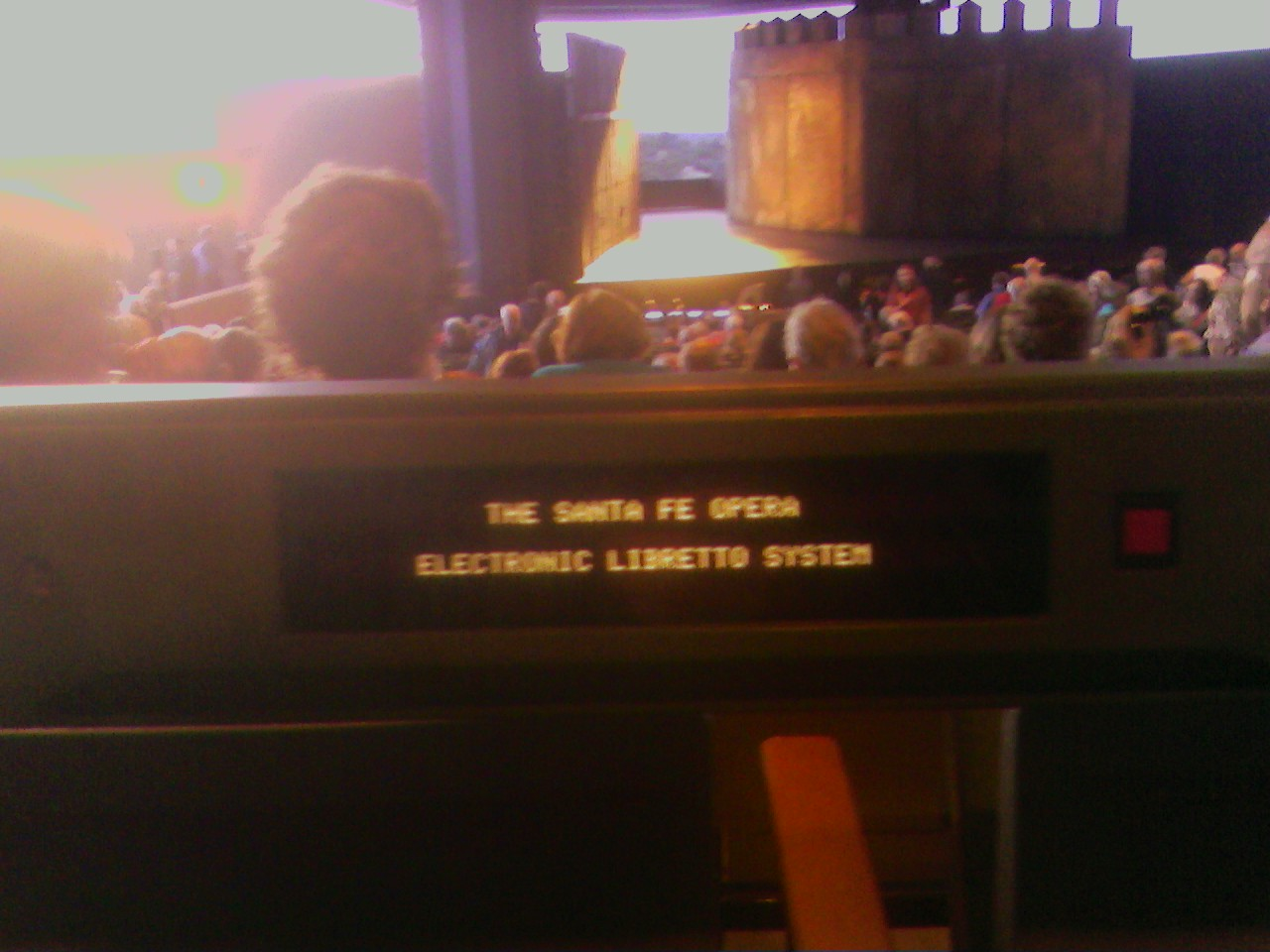
Untertitel in den Sitzen eines Opernhauses